# SAL (Modellflug)

Start eines Discus-Launch-Gliders mittels Side-Arm-Launch

Der SAL (Side-Arm-Launch) ist eine Wurf- bzw. Starttechnik im Modellflug, mit der funkferngesteuerte Modellsegelflugzeuge, sogenannte DLGs (Discus-Launch-Glider), in die Luft geschleudert werden.
Dabei wird das Modellflugzeug an einem Ende der Tragfläche in die Hand genommen und mit – je nach Technik – ein- oder eineinhalb Körperdrehungen um die Körperachse des Werfers geschleudert. Beim Erreichen der gewünschten Abflugrichtung wird das Flugzeug losgelassen. Die Abfluggeschwindigkeit lässt sich massiv erhöhen, wenn vor der Drehung ein Anlauf von einem oder mehreren Schritten in die gewünschte Abflugrichtung durchgeführt wird. Dieser Bewegungsablauf hat entfernte Ähnlichkeit mit der Leichtathletikdisziplin Diskuswurf, wovon der Name Discus-Launch-Glider herrührt.
Aufgrund der beim Schleuderstart auftretenden Kräfte (vor allem Scherkräfte im Übergang Tragfläche – Rumpf) und aerodynamische Belastungen (durch Abwurfgeschwindigkeiten bis zu 120 km/h) bedeutet diese Startmethode eine enorme Beanspruchung für das Flugzeug. Deshalb bestehen die meisten dieser Modelle aus einer Kombination aus leichten und belastbaren Materialien, wie Verbundwerkstoffen mit Glas-, Aramid- und Kohlenstofffasern, und sie sind oft in Schalenbauweise gefertigt, seltener in Rippenbauweise oder Jedelsky-Vollbalsa-Bauweise. Dadurch sind diese Modelle Leichtgewichte (um 300 g), obwohl sie in der Regel mit 3 bis 4 Servos zur Steuerung von Quer-, Seiten- und Höhenruder und ggf. Wölbklappen ausgestattet sind.
Um die durch die Wurftechnik in das Modell gesteckte Energie bestmöglich auszunutzen, besitzen diese Modelle meist sehr dünne Tragflächenprofile (z. B. der Profil-Strak AG455ct-02f auf AG47ct-02f mit ca. 6,5–7 % relativer Dicke), oft mit Wölbklappen, einen geringen Cw-Wert sowie einen langen Leitwerks-Hebelarm. Die Seitenleitwerke sind meist so nach unten versetzt angebracht, dass sie auch unterhalb des Leitwerksträgers bzw. des Rumpfrohres eine aerodynamisch wirksame Fläche besitzen, damit weniger Torsionskräfte beim Wurf entstehen und das Modell nach dem Loslassen aus der Drehung schnell um die Gierachse stabilisiert wird.
Für den Schleuderstart sind diese Modelle meist auch mit einem gut greifbaren Stift, einer Finne oder einer Bohrung am Ende der Tragfläche ausgerüstet (Wurfstift, „Wurfblade“). Diese Wurfhilfe muss fester, integrierter Bestandteil des Flugzeugs innerhalb der Spannweite sein; Schlingen, Schlaufen, aus- oder einziehbare oder abwerfbare Wurfhilfen sind laut Reglement nicht gestattet.
Diese Starttechnik in Kombination mit den leichten und durch die ausgefeilte Aerodynamik auch im Gleitflug sehr leistungsfähigen Modellen erlaubt ausgedehnte Segelflüge in der Ebene ohne Motorantrieb oder andere Starthilfsmittel. Je nach Übung und Kraft des Werfers sind bei der in der Wettbewerbsklasse F3K vorgegebenen Standard-Spannweite von 150 cm Ausgangshöhen von 30 bis 50 m erreichbar. Der schwedische Pilot Mattias Hammarskiold zum Beispiel erreicht Wurfhöhen von über 60 Metern. Aus diesen Höhen lassen sich an auch schon nur leicht thermischen Tagen meist problemlos nutzbare Aufwinde finden, die das Modell aufgrund der geringen Tragflächenbelastung schnell höher tragen. Flugzeiten über mehrere Stunden – je nach Akkukapazität der Fernsteuerung und Nackenentspannung – sind oft erreichbar.
Seit 2008 hat die FAI dem SAL/DLG mit der Klasse F3K eine eigene internationale Wettbewerbsklasse gewidmet. Im Juli 2011 fand die erste offizielle FAI-Weltmeisterschaft in der Disziplin F3K in Arboga, Schweden, statt.